# Анапка (река, впадает в Берингово море)
Анапка — река в Россия, на северо-востоке полуострова Камчатка.
Длина реки — 89 км. Площадь водосборного бассейна — 1860 км². Протекает по территории Карагинского района Камчатского края. Впадает в залив Уала.
Близ устья реки расположен заброшенный в 1970-х годах одноимённый рыбацкий посёлок.
Возможное происхождение гидронима от эским. Анапкай — «ветреное место». На языке местных коряков Гэныпкын — «место причаливания».

## Притоки
Объекты перечислены по порядку от устья к истоку.
- 11 км: Луянываям
- 12 км: река без названия
- 12,5 км: река без названия
- 29 км: Утваям
- 40 км: река без названия
- 45 км: река без названия
- 52 км: река без названия

## Данные водного реестра
По данным государственного водного реестра России относится к Анадыро-Колымскому бассейновому округу. Код объекта в государственном водном реестре — 19060000312120000008335.